# Hyposaurus
Hyposaurus – rodzaj krokodylomorfa z rodziny Dyrosauridae. Gatunek typowy, H. rogersii, został opisany w 1849 roku przez Richarda Owena w oparciu o skamieniałości pochodzące z górnej kredy Ameryki Północnej. Drugim gatunkiem z tego kontynentu jest H. natator, nazwany w 1925 roku przez Troxella na podstawie szczątków odkrytych w New Jersey i datowanych na mastrycht. W 1886 roku Edward Drinker Cope opisał gatunek H. derbianus w oparciu o skamieniałości odnalezione w Brazylii. Cope twierdził, że pochodzą one z kredowych osadów stanu Pernambuco, jednak nie podał dokładnej lokalizacji, wobec czego możliwe, iż zostały wydobyte z osadów formacji Maria Farinha, którą obecnie datuje się na paleocen. W 1930 roku Swinton opisał dwa paleoceńskie gatunki z terenów Nigerii – H. nopcsai i H. wilsoni, klasyfikując je w rodzajach, odpowiednio, Sokotosaurus i Wurnosaurus. W 2007 roku oba zostały uznane przez Stéphane'a Jouve'a za nomina dubia, niemożliwe do odróżnienia od siebie, a także od form północnoamerykańskich. Hyposaurus należy do rodziny Dyrosauridae – analizy filogenetyczne sugerują, że jest stosunkowo zaawansowanym przedstawicielem tego kladu.
Według Jouve'a, Bouyi i Amaghzaza (2005) długość ciała dorosłego osobnika Hyposaurus rogersii wynosiła 3–3,5 m, a według Hastingsa i współpracowników (2010) – od 2,48 do 3,11 m.